# Auburn, New Hampshire
Auburn är en kommun (town) i Rockingham County i delstaten New Hampshire, USA med 4 953 invånare (2010). 

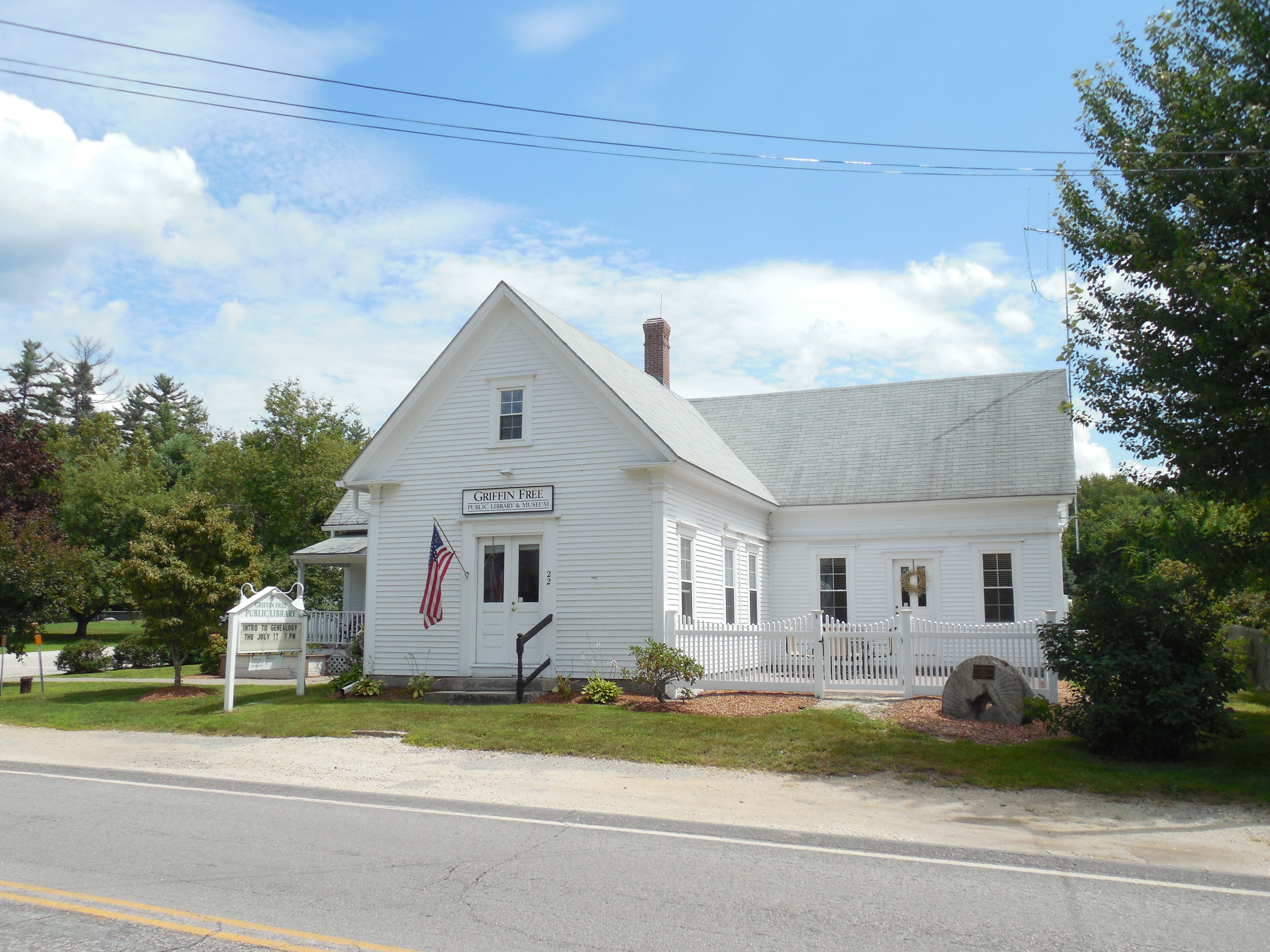